# Роберт Стек
Роберт Стек (англ. Robert Stack; нар. 13 січня 1919 — пом. 14 травня 2003) — американський актор.

## Молоді роки
Роберт Стек з'явився на світ 13 січня 1919 року в Лос-Анджелесі. Він був молодшим сином багатого бізнесмена Джеймса Ленфорда Стека та його дружини Елізабет Модіні Вуд. Його старшого брата, як і батька, звали Джеймс Ленфорд. Батьки розлучилися, коли йому був лише один рік. Коли ж йому виповнилося три, мати забрала його з собою до Європи. Старший син залишився із батьком в Америці. До шести років Роберт не знав англійської, зате вільно володів італійською та французькою мовами. Але Джеймс Ленфорд-старший та Елізабет знайшли спільну мову і вирішили одружитися знову. Роберт із матір'ю повернувся до Сполучених Штатів.
У підлітковому віці хлопець добре стріляв по тарілочках. 1935 року він навіть став другим на національному чемпіонаті в Клівленді. У нього почали брати уроки такі зірки Голлівуду як Керол Ломбард та Кларк Гейбл. Вони подружилися із Робертом і часто запрошували його на полювання або риболовлю. Стек згодом вступив до Університету Південної Каліфорнії, де прослухав курс драматичного мистецтва. Після закінчення навчання він опинився на студії Universal.

## Кінокар'єра
1939 року відбувся його дебют на екрані. Він зіграв молодого розбещеного юнака, «хіт сезону» серед дівчат вищого світу, в якого закохується юна героїня Діни Дурбін. Прем'єра фільму відбулася 8 листопада. Зранку наступного дня Стек прокинувся знаменитістю. Він зіграв ще в одному фільмі із Діною. Цього разу він грав звичайного сусідського хлопця Дона, в якого все в житті вирішено, і він не збирається марно витрачати слова на компліменти своїй подружці Пінкі. Але така неуважність ледве не вартувала йому нареченої, коли у двері завітав молодий вчений з великого міста. 1942-го Роберт зіграв разом зі своєю колишньою ученицею Керол Ломбард в антивоєнній комедії «Бути чи не бути».

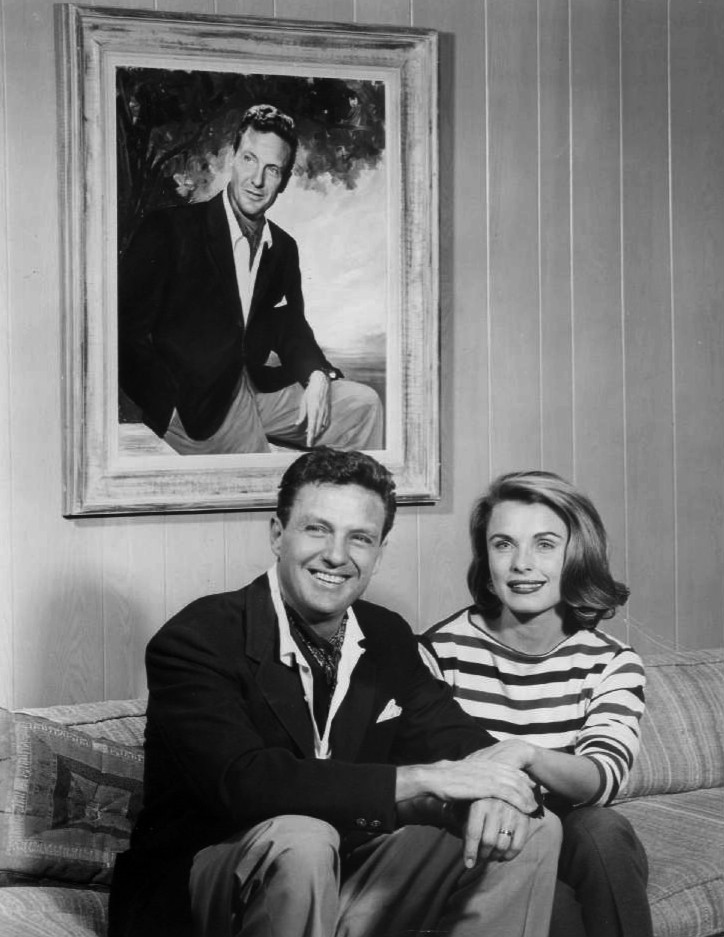
З Розмарі Бов, 1961 рік.

Ломбард незабаром загинула в авіаційній катастрофі, а Стек в цьому ж році записався до армії. У війську він став артилеристом, і його відправили на флот. По закінченні Другої Світової війни Роберт повернувся додому, а 1948 року відновив свою кар'єру, зігравши у фільмі «Побачення із Джуді», де його партнеркою стала Джейн Пауелл. Одним з найулюбленіших фільмів актора став «Тореадор та Леді», який продюсував його приятель Джон Вейн. Зйомки проходили у сонячній Мексиці. Це були дикі часи, текіла лилася річкою. А після кількох смішних історій Стек став легендою навіть серед місцевих.

## Особисте життя
Роберт Старк був одружений із Розмарі Бов. Весілля відбулось у 1956 році. З моменту укладення шлюбу подружжя не розлучалися.

## Хвороба та смерть
У 2002 році актор пройшов хімієтерапію, щоб зупинити невиліковну хворобу. Після терапії Стек прожив трохи більше року. Він помер у Лос-Анджелесі 14 травня 2003 року.

## Вибрана фільмографія
- 1939 — Перший бал — Тед Дрейк
- 1940 — Смертельний шторм — Отто ван Рон
- 1941 — Мила дівчина? — Дон Вебб
- 1942 — Бути чи не бути — лейтенант Станіслав Собінські
- 1942 — Техасець — Баррі Конован
- 1948 — Побачення із Джуді — Стефен Ендрюс
- 1950 — Містер Музика — Джефф Блейк
- 1951 — Тореадор та Леді — Джонні Реган
- 1952 — Диявол Бвана — Боб Гейвард
- 1954 — Великий і могутній — Джон Салліван
- 1954 — Залізна рукавичка — Чарльз Воган
- 1955 — Будинок з бамбука — Едді Кеннер
- 1956 — Слова, написані вітром — Кайл Хедлі
- 1958 — Дар кохання — Білл Бек
- 1959 — Джон Пол Джонс — Джон Пол Джонс
- 1960 — Остання подорож — Кліфф Гендерсон
- 1966 — Чи горить Париж? — генерал Зіберт
- 1967 — Ви не все сказали, мосьє Фарран — Джим Беклі, друг Дениса
- 1980 — Аероплан — Рекс Крамер
- 1983 — Рідкісна відвага — МакГрегор
- 1990 — Джо проти вулкана — доктор Еллісон